# برای ملکه و کشور
برای ملکه و کشور (به انگلیسی: For Queen and Country) فیلمی محصول سال ۱۹۸۸ و به کارگردانی مارتین استلمن است. در این فیلم بازیگرانی همچون دنزل واشینگتن، جرج بیکر، آماندا ردمن، دوریان هیلی، جف فرانسیس، بروس پین، گراهام مک‌تاویش، فرانک هارپر و کن استات ایفای نقش کرده‌اند.